# Свети Архангел Михаил (Кокре)
Вижте пояснителната страница за други значения на Свети Архангел Михаил.
„Свети Архангел Михаил“ (на македонска литературна норма: „Свети Архангел Михаил“) е възрожденска православна църква в прилепското село Кокре, Република Македония. Църквата е част от Прилепецко-Витолищка енория на Преспанско-Пелагонийската епархия на Македонската православна църква – Охридска архиепископия.
Църквата е гробищен храм, разположен на километър северозападно от селото. Издигната е в 1866 година както се разбира от ктиторския надпис в малка ниша на западната фасада. Изписана е в 1884 година според надписа на южната стена, в който се споменават и много имена на ктитори.